# Радиант (комикс)
Radiant (яп. ラディアン Радиан) — французский комикс авторства Тони Валенте, выходящий с 2013 года. Выполнен в стиле, подражающем японской манге. На русском языке издаётся с 2022 года издательством «АСТ».
В октябре 2018 года вышла аниме-адаптация из 21 серии, снятая студией Lerche. 2 октября 2019 года вышел 2 сезон.

## Сюжет
Сет — начинающий волшебник из области Помпо Хиллз, который учится колдовству у однорукой колдуньи Альмы. Как и все маги, он «заражен»: один из немногих живых существ, которые пережили контакт Немезиды, эти существа упали с неба, которые загрязняют и уничтожают всех, кого они касаются. Его явный иммунитет заставил его выбрать путь, который казался ему более подходящим: стать Охотником и сражаться с Немезидой. Но более того, Сет хочет заниматься поиском, который выходит за рамки простой охоты за монстрами - хочет найти и уничтожить их источник, Радиант.

## Медиа

### Комикс
Создан Тони Валенте и выполнен в стилистике манга. Публикуется как минимум на 10 языках. В первую очередь переводится на японский язык.
| Персонажи                                                        | Сэйю            |
| ---------------------------------------------------------------- | --------------- |
| Сэт. Главный герой серии, начинающий колдун.                     | Юмири Ханамори  |
| Мели. Подруга Сэта. Ассистентка Дока.                            | Аой Юки         |
| Док. Начальник Мели.                                             | Охата Синтаро   |
| Альма. Однорукая наставница Сэта, его приемная мать.             | Роми Пак        |
| Мистер Бубри. Ручной дракончик Мели.                             | Макото Койти    |
| Дарт Драгунов. Капитан корабля инквизиции.                       | Кодзи Юса       |
| Гримм. Союзник, посланный провидением.                           | Такэхито Коясу  |
| Мастер Лорд Маджести. Глава города колдунов.                     | Ямагути Каппэй  |
| Яга. Учитель Сэта в городе колдунов Артемисе (Артемиде).         | Хироюки Ёсино   |
| Мисс Мэльба. Возлюбленная Дока.                                  | Нао Тояма       |
| Генерал Торк. Генерал-инквизитор. Колдуноненавистник             | Кэнта Мияка     |
| Фон Теппес. Комендант-инквизитор.                                | Такума Тэрасима |
| Ульмина Баглиоре (Бальоре). Комендант-инквизитор.                | Саори Хаями     |
| Лизелотта. Капитан-инквизитор.                                   | Аянэ Сакура     |
| Сантори. Полковник-инквизитор.                                   | Кэнъити Огата   |
| Пиодон. Старший брат Сэта, один из Конверсо Инквизиции           | Рёхэй Кимура    |
| Дон Боссмен "Босс". Главарь Бравого Квартета. Мошенник.          | Тэцу Инада      |
| Рассказчик                                                       | Сё Хаями        |
| Диабал (Диабаль). Старший брат Сэта. Пережил пытки у инквизиции. | Кенсё Оно       |

{{Graphic novel list

### Аниме
В октябре 2018 года вышла аниме-адаптация производства студии Lerche. Режиссёрами стали Киси Сэйдзи и Фукуока Даики, сценарий написал Макото Уэдзу. Дизайнер персонажей — Нодзоми Кавано, композитор — Масато Кода. 2 октября 2019 года начался показ второго сезона.